# Crime en haute mer
Pour plus de détails, voir Fiche technique et Distribution.
Crime en haute mer (China Passage) est un film à énigme américain réalisé par Edward Killy, basé sur une histoire de Taylor Caven et sorti en 1937.

## Synopsis
Deux Américains sont engagés comme gardes du corps de la femme d'un général chinois à Shangaï, qui porte sur elle un diamant d'une valeur inestimable. Lorsque celui-ci se fait dérober, le duo va mener une enquêter.

## Distribution
- Constance Worth : Jane Dunn
- Vinton Hayworth : Tommy Baldwin (comme Vinton Hayworth)
- Leslie Fenton : Anthony Durand
- Gordon Jones : Joe Dugan
- Alec Craig : Harvey Dinwiddle
- Dick Elliott : Philip Burton
- Frank M. Thomas : Capt. Williams
- George Irving : Dr. Sibley
- Billy Gilbert : Bartender
- Joyce Compton : Elaine Gentry, Customs Agent aka Mrs. Katharine 'Kate' Collins
- Philip Ahn : Dr. Fang Tu (as Phillip Ahn)
- Lotus Long : Lia Sen
- Huntley Gordon : Arthur Trent
- Anita Colby : The Nurse (non créditée)
- William Corson : Ship's Officer (non crédité)
- Alan Curtis : Ship's Officer (non crédité)
- Edgar Dearing : Bill - Ship's Customs Officer (non crédité)
- Eddie Dunn (en) : Ship's Waiter (non crédité)
- Bess Flowers : Passenger at Captain's Table (non crédité)
- Donald Kerr : Ship Steward (non crédité)
- Tetsu Komai : Wong (non crédité)
- Lotus Liu : Yo Ling (non crédité)
- Moy Ming : Chang (non crédité)
- Philip Morris : Customs Official (non crédité)
- Ronald R. Rondell : Passenger at Captain's Table (non crédité)
- Tom Ung : Chinese Soldier (non crédité)